# Nyirád
Nyirád (vyslovováno [ňirád]) je velká vesnice v Maďarsku v župě Veszprém, spadající pod okres Ajka. Nachází se asi 14 km jihozápadně od Ajky. V roce 2015 zde žilo 1 895 obyvatel. Dle údajů z roku 2011 tvoří 90,8 % obyvatelstva Maďaři, 4,4 % Romové a 0,5 % Němci, přičemž 9,2 % obyvatel se ke své národnosti nevyjádřilo.
Sousedními vesnicemi jsou Csabrendek, Pusztamiske, Szőc a Zalahaláp, sousedními městy Sümeg a Tapolca.